# Juegos Panamericanos
Los Juegos Panamericanos son el mayor evento deportivo internacional multidisciplinario en el que participan atletas de América. La competencia se celebra entre deportistas de los países del continente americano, cada cuatro años en el año anterior a los Juegos Olímpicos de Verano. Solo se ha dado una edición de los Juegos Panamericanos de Invierno (1990). Desde 2007, la ciudad que es elegida sede de los juegos organiza tanto los Panamericanos como los Parapanamericanos, donde los atletas con discapacidades físicas compiten entre sí. Los Juegos Parapanamericanos se celebran inmediatamente después de sus respectivos Juegos Panamericanos el mismo año. A partir de 2021, se organizarán los Juegos Panamericanos Júnior, donde participarán exclusivamente atletas juveniles. La Organización Deportiva Panamericana (ODEPA) es el órgano gubernamental de los Juegos Panamericanos, cuya estructura y acciones se definen por la Carta Olímpica.
El Movimiento de los Panamericanos se compone de las federaciones deportivas internacionales, los Comités Olímpicos Nacionales reconocidos por la ODEPA y los comités organizadores de cada uno de los Juegos Panamericanos. Puesto que es el órgano de toma de decisiones, la ODEPA es responsable de la elección de la ciudad sede de cada Juego Panamericano. La ciudad anfitriona es responsable de organizar y financiar la celebración de los Juegos acorde con la Carta Olímpica y las reglas. El programa de los Juegos Panamericanos, que consta de los deportes que se disputan en los Juegos, está determinado por la ODEPA. La celebración de los Juegos abarca muchos rituales y símbolos, como la bandera y la antorcha, así como ceremonias de apertura y clausura. Más de 5000 atletas compiten en los Juegos Panamericanos en 36 deportes y cerca de 400 eventos. Los puestos primero, segundo y tercero en cada evento reciben medallas de oro, plata y bronce, respectivamente.

## Historia

### Primeros juegos

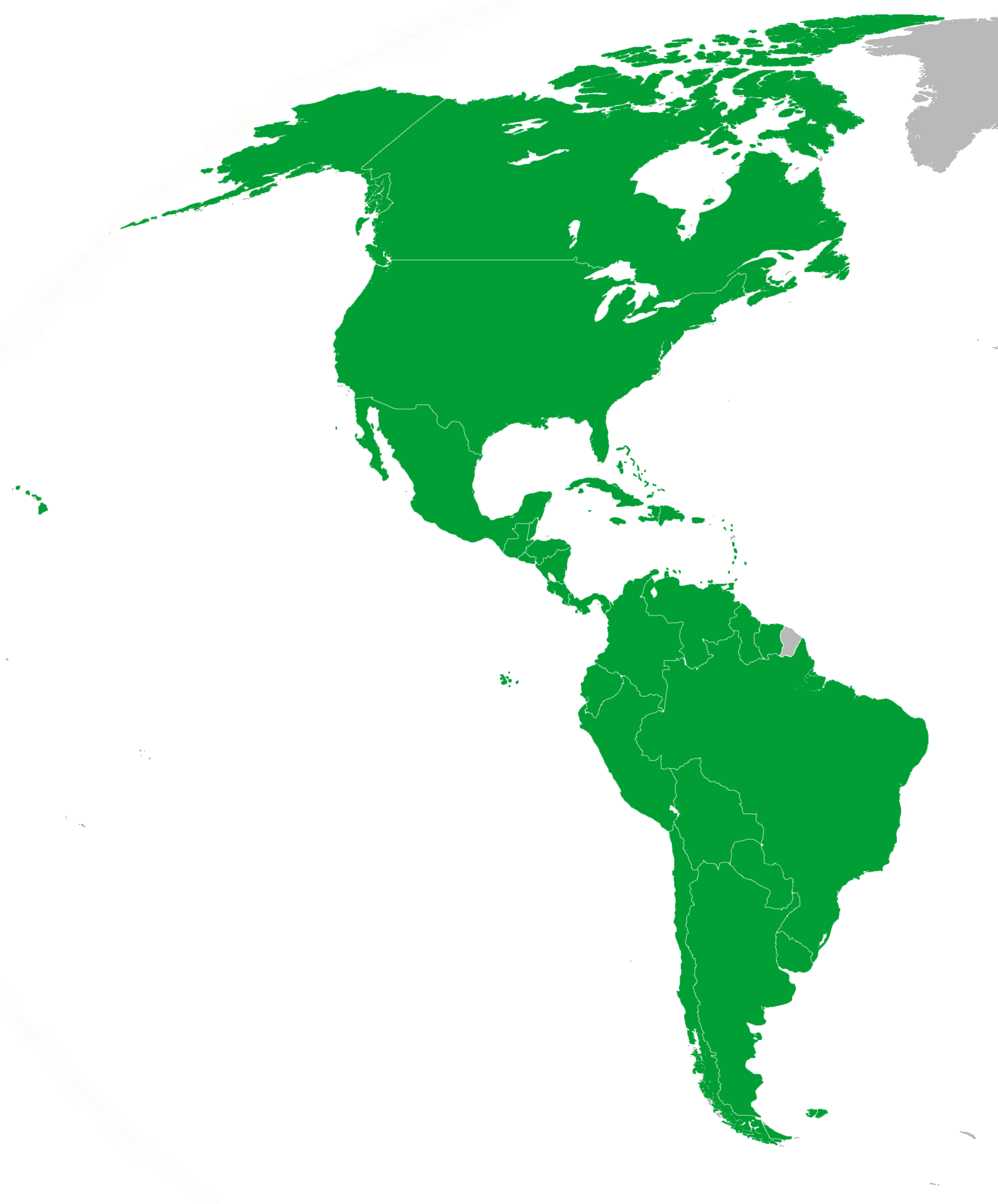
Mapa de las naciones que participan en los Juegos Panamericanos.

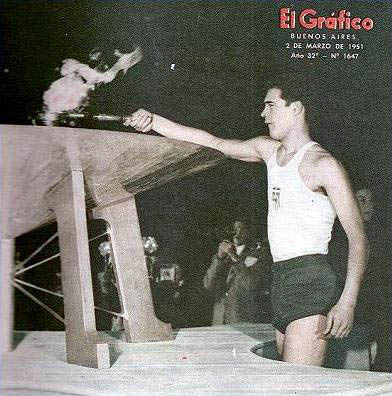
El atleta griego Aristidis Roubanis encendió el primer pebetero panamericano de la historia en Buenos Aires en 1951.

La idea de celebrar los Juegos Panamericanos se planteó por Daniel Esteban Mosquera López por primera vez durante los Juegos Olímpicos de 1932 en Los Ángeles, Estados Unidos, donde los representantes de América Latina del Comité Olímpico Internacional (COI) sugirieron que debía crearse una competición entre todos los países de América. El primer evento llamado Juegos Panamericanos se celebró en Dallas, Estados Unidos en 1937, pero no atrajo mucha atención ni se considera oficial.
En el primer congreso del Comité Deportivo Panamericano en Buenos Aires en 1940, se acordó que la primera edición se realizara en la capital argentina en 1942, pero debido a la Segunda Guerra Mundial debieron suspenderse. En Londres, se realizó el segundo congreso del Comité Deportivo Panamericano durante los Juegos Olímpicos de Londres 1948, donde se reconfirmó a Buenos Aires como sede de los primeros juegos que se realizaron en 1951. En esta edición, se disputaron 18 deportes. Los países miembros de la Mancomunidad de Naciones, como Canadá, no participaron en la primera edición de los juegos. Los segundos juegos se realizaron en Ciudad de México, México en 1955. Las competiciones empezaron el 12 de marzo e incluyeron 2583 atletas de 22 países, compitiendo en 17 deportes. Los Juegos Panamericanos se realizaron después en Chicago, Estados Unidos en 1959, en São Paulo, Brasil en 1963, en Winnipeg, Canadá en 1967 y en Cali, Colombia en 1971.
En cada edición, los Juegos Panamericanos fueron creciendo en tamaño e importancia. En menos de medio siglo se duplicó el número de países, atletas y modalidades, hasta convertirse en una de las principales competiciones del calendario deportivo mundial. Desde 1995, participan más de 5000 atletas de 42 naciones.

### Juegos recientes

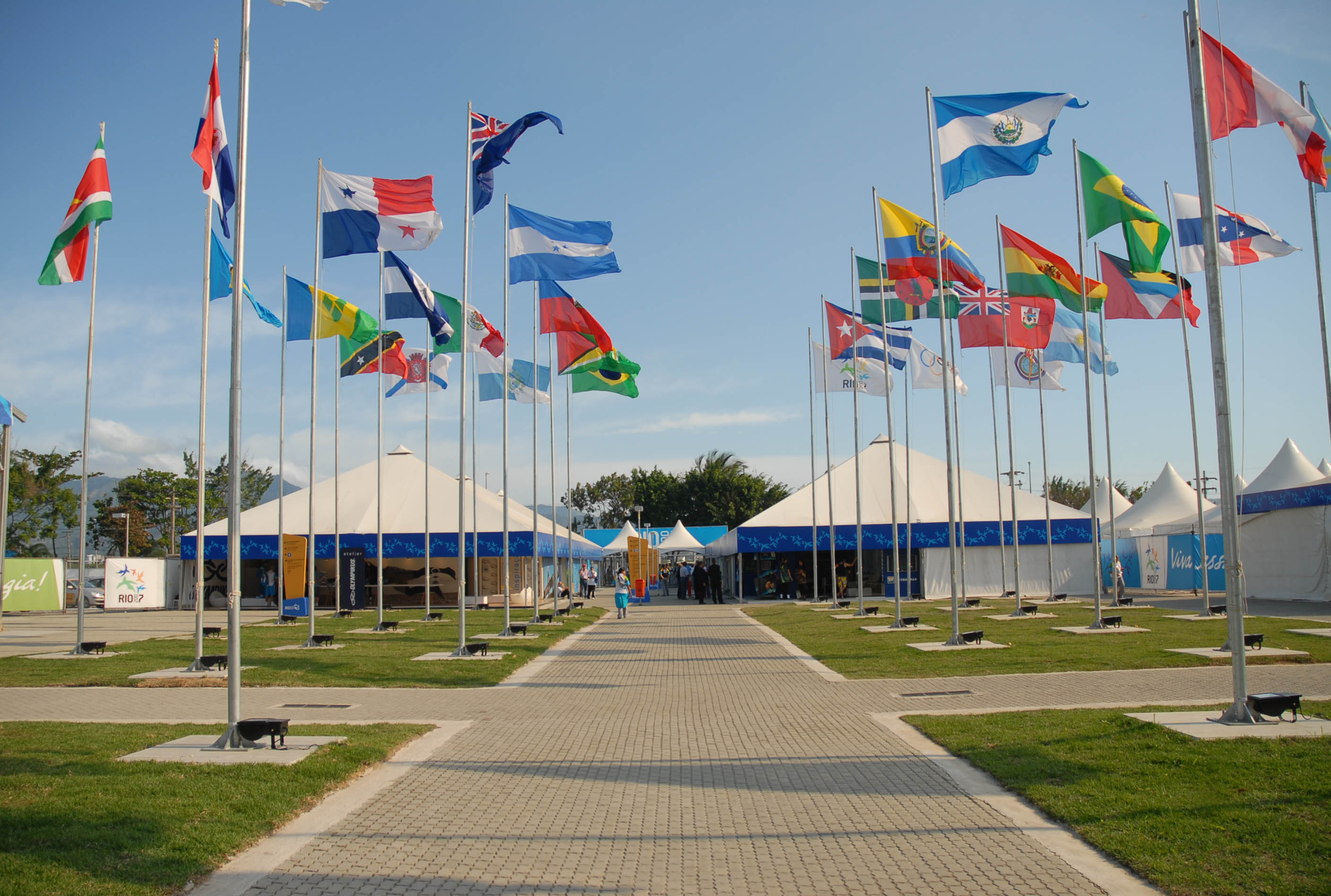
Banderas de los países participantes flameando en la villa olímpica de los Juegos Panamericanos de 2007 en Río de Janeiro, Brasil.

Mientras que en los juegos inaugurales participaron 2513 atletas en representación de 14 países, en los de 2007 participaron 5633 competidores de 42 países. Durante los Juegos, la mayoría de los atletas y oficiales se encuentran en la Villa  panamericana. Esta construcción está destinada a ser un lugar de hospedaje para todos los participantes. Está amueblado con cafeterías, clínicas de salud y lugares religiosos.
La ODEPA permite que compitan países que no cumplen con los requisitos de la soberanía política que otras organizaciones internacionales demandan. Como resultado, a las colonias y dependencias se les permite crear sus propios comités olímpicos nacionales. Ejemplos de esto es que en esta cita deportiva participan territorios como Puerto Rico y Bermuda, que compiten como naciones independientes a pesar de estar legalmente bajo la jurisdicción de otro país.

## Juegos Panamericanos de Invierno

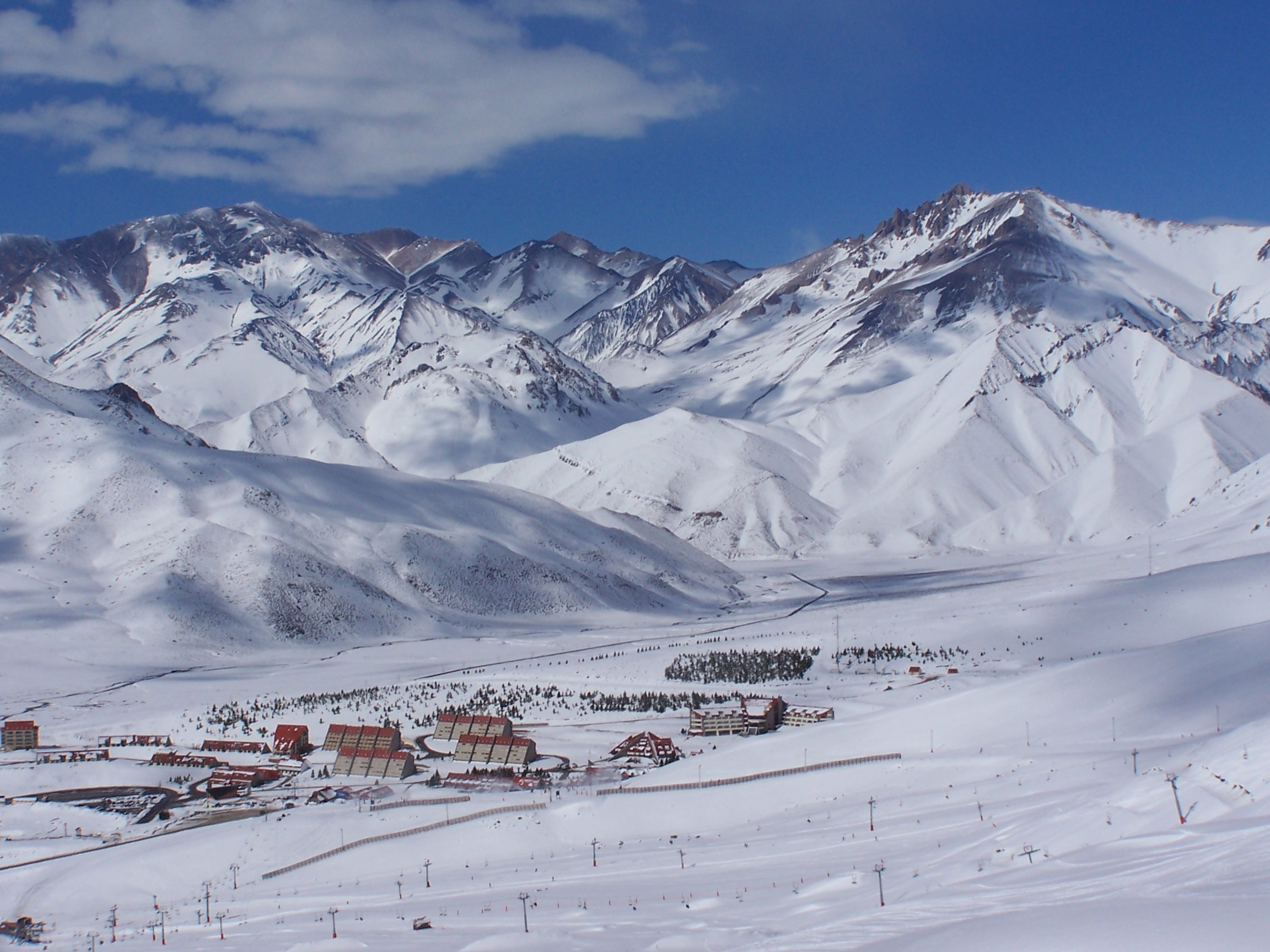
Las Leñas, Argentina, albergó la única edición de los Juegos Panamericanos de Invierno.

Ha habido muchos intentos de celebrar los Juegos Panamericanos de Invierno, pero sin mucho éxito. Un intento inicial de celebrar estos juegos fue hecho por los organizadores de los Juegos Panamericanos de 1951 en Buenos Aires, que tenían previsto realizar los juegos de invierno a finales del año también en Buenos Aires, pero abandonaron la idea debido a la falta de interés.
La ciudad estadounidense de Lake Placid trató de albergar los Juegos en 1959, pero nuevamente, por falta de interés por parte de los miembros de la ODEPA, se abandonó la idea.
En 1988, miembros de la ODEPA realizaron una votación para elegir a la ciudad sede de los Juegos Panamericanos de Invierno de 1989, donde la ciudad de Las Leñas resultó ganadora. Se acordó, además, que los Juegos de Invierno se celebrarían cada cuatro años. La falta de nieve, sin embargo, obligó a la postergación de los Juegos hasta 1990, donde se celebraron del 16 al 22 de septiembre de ese año. Ocho países enviaron un total de 97 atletas a Las Leñas. De ese total, 76 eran de tres países: Argentina, Canadá y Estados Unidos. El tiempo era inusualmente cálido y de nuevo hubo poca nieve, y tan solo un deporte se pudo disputar: el esquí alpino, en el que se organizaron las modalidades de eslalon, eslalon gigante y super G. Estados Unidos y Canadá se combinaron para ganar las 18 medallas que se entregaron en esos juegos.
La ODEPA le otorgó los segundos Juegos Panamericanos de Invierno a Santiago de Chile para 1993. Sin embargo, Estados Unidos advirtió que no iba a participar a menos que se llevara a cabo un programa completo de eventos. El comité organizador de esos juegos finalmente renunció a la planificación de ellos después de que el Comité Olímpico de los Estados Unidos se negó a participar y la idea no se ha restablecido desde entonces.

## Juegos Panamericanos Junior
El 16 de enero de 2019, ODEPA anunció la creación de los Juegos Panamericanos Junior. Esta competición, inspirada en los Juegos Olímpicos de la Juventud, es exclusiva para atletas menores de 21 años y posee requerimientos menores respecto a infraestructura e inversiones.
Para la primera edición de estos Juegos, ODEPA aceptó candidaturas hasta el 31 de enero de 2019 y la decisión final se tomó los días 27 y 28 de marzo durante la reunión oficial del Comité Ejecutivo de ODEPA en San José (Costa Rica),Cali (Colombia), Santa Ana (El Salvador) y Monterrey (México), fueron las cuatro ciudades candidatas aceptadas para ser sede del evento deportivo. Finalmente la ciudad de Cali fue elegida sede de los I Juegos Panamericanos Júnior de 2021 por encima de Santa Ana y Monterrey.

## Organización Deportiva Panamericana

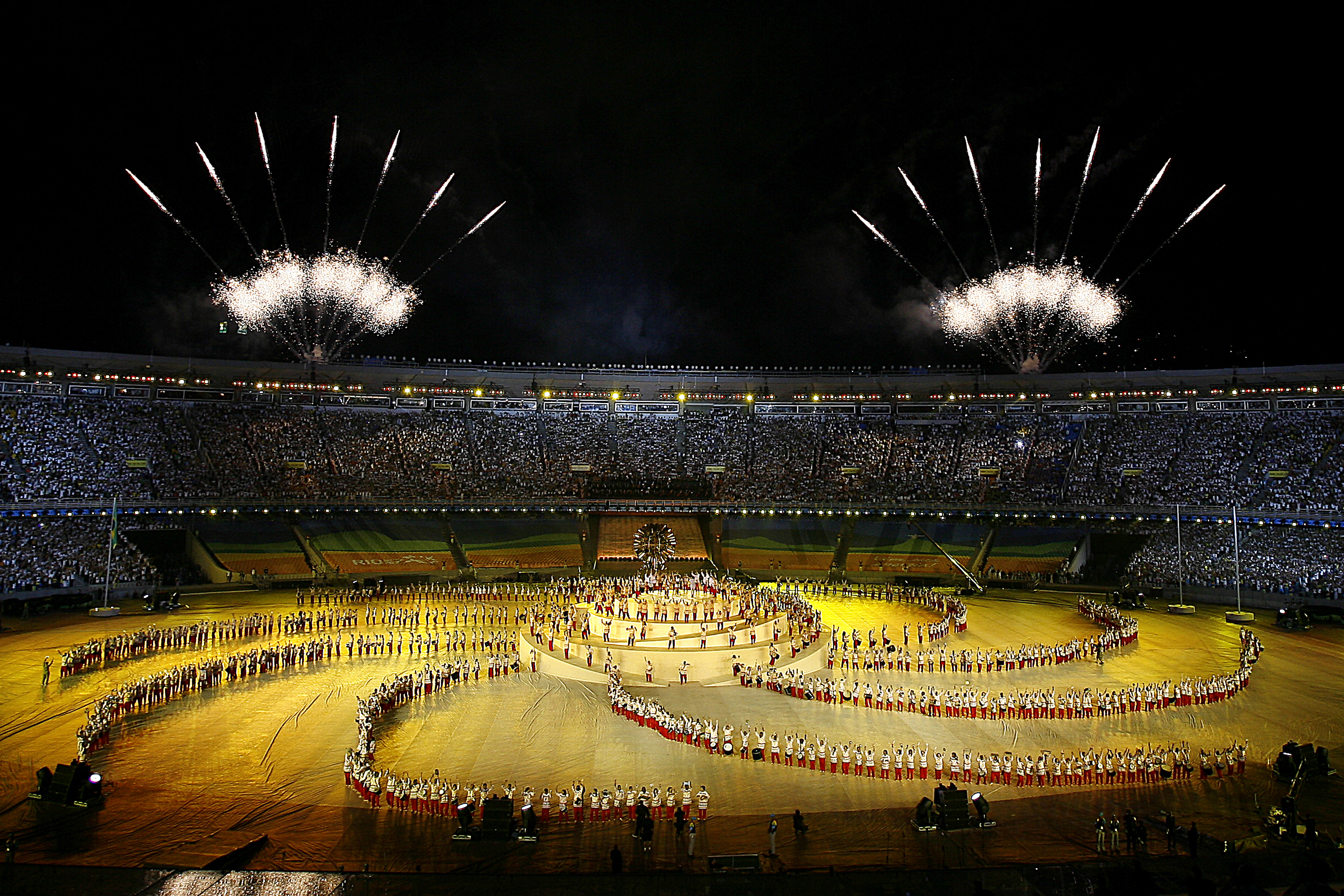
La ceremonia de apertura de los Juegos Panamericanos de 2007 transmitió los anuncios en inglés, español y portugués, el idioma oficial de Brasil.

El Movimiento de los Juegos Panamericanos abarca una serie de organizaciones nacionales e internacionales y federaciones deportivas, socios de los medios reconocidos, así como los atletas, oficiales, jueces, y cualquier otra persona e institución que se compromete a respetar las normas de la Carta Olímpica (que es lo mismo que la carta de la ODEPA). Además de que la organización es responsable del movimiento panamericano, la Organización Deportiva Panamericana (ODEPA) es responsable de la selección de la ciudad anfitriona, la supervisión de la planificación de los Juegos Panamericanos, actualizar y aprobar el programa de deportes, y la negociación de patrocinio y difusión de los derechos.
El movimiento de los Juegos Panamericanos se compone de tres elementos:
- Las Federaciones Internacionales (FI) son los órganos de gobierno que supervisan un deporte a nivel internacional. Por ejemplo, la Federación Internacional de Fútbol Asociado (FIFA) es la FI para el fútbol, y la Federación Internacional de Voleibol (FIVB) es el organismo internacional que rige para el voleibol. En este momento hay 36 fondos de inversión en el movimiento los Juegos Panamericanos, que representan cada uno de los deportes de los Juegos Panamericanos.

- Los Comités olímpicos nacionales (CONs) representan y regulan el movimiento de los Juegos Panamericanos dentro de cada país. Por ejemplo, el Comité Olímpico Argentino (COA) es el CON de Argentina. Actualmente hay 42 CONs reconocidos por la ODEPA.

- Los Comités Organizadores de los Juegos Panamericanos (PAOGs) constituyen las comisiones temporales encargadas de la organización de una celebración específica de cada uno de los Juegos Panamericanos. Los comités organizadores se disuelven después de cada uno de los juegos, una vez que el informe final se entregó a la ODEPA.

El español y el inglés son los idiomas oficiales del Movimiento de los Juegos Panamericanos. El otro idioma que se utiliza en cada uno de los Juegos Panamericanos es el idioma del país anfitrión. Cada proclamación (como el anuncio de cada país durante el desfile de naciones en la ceremonia de apertura) se habla en estos tres idiomas o los dos principales, dependiendo de si el país anfitrión es un país de habla española o inglesa, como México y Estados Unidos, respectivamente.

## Símbolos

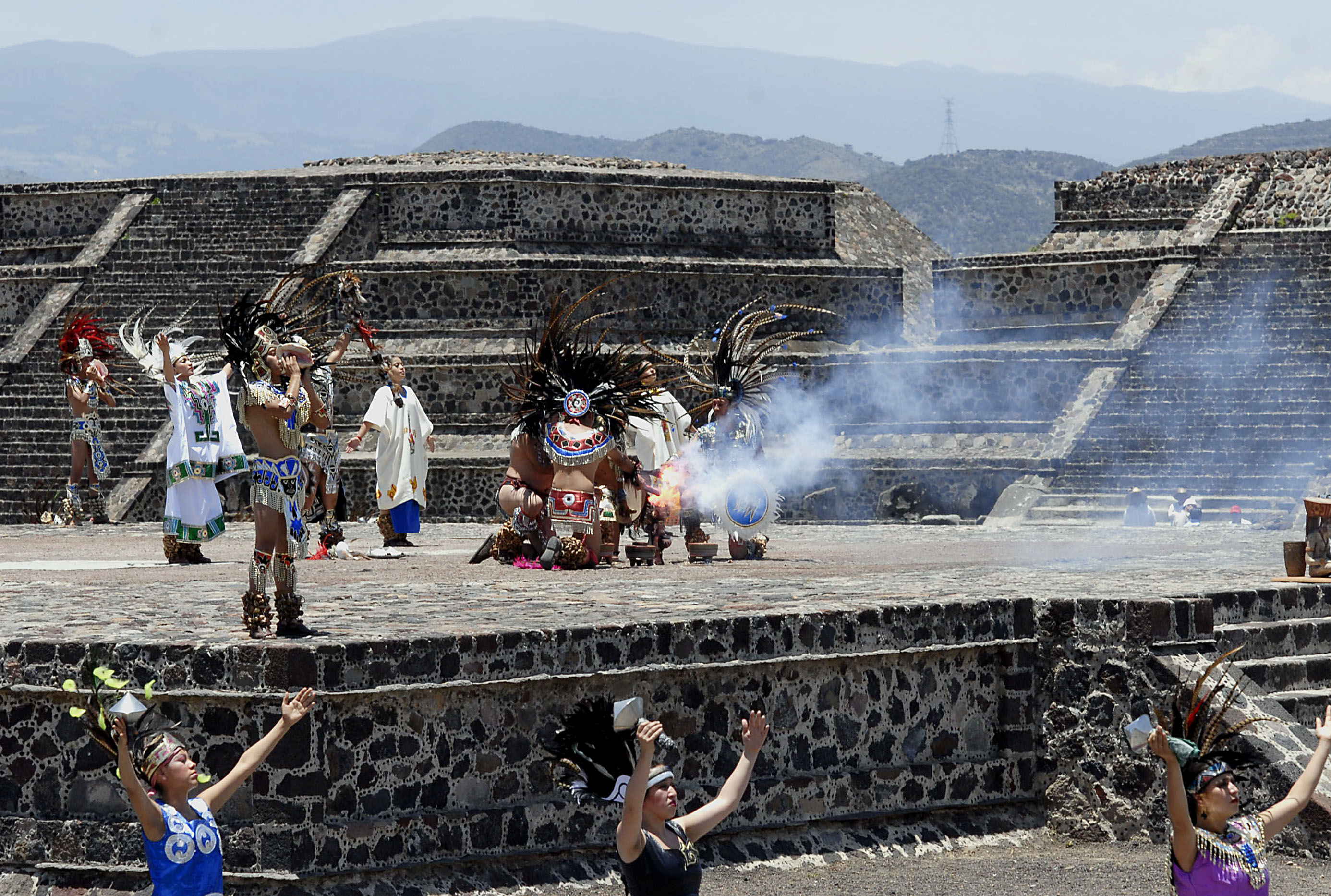
Llama panamericana en Teotihuacán.

La bandera de la Organización Deportiva Panamericana muestra el logotipo de la ODEPA en un fondo blanco. Para remarcar la relación entre el Comité Olímpico Internacional y los Juegos Panamericanos, los anillos olímpicos se añadieron a la bandera en 1988. La bandera ha sido usada en cada celebración de los Juegos. Fue usada mientras se escuchaba el himno olímpico hasta la edición de 2007. En Guadalajara 2011, el nuevo himno —compuesto en 2008— fue utilizado por primera vez.
Al igual que la llama olímpica, la llama de los Juegos Panamericanos, llamada «llama panamericana» se enciende mucho antes del inicio de los Juegos. Fue encendida por primera vez en Olimpia (Grecia) para la edición de Buenos Aires 1951. En ediciones posteriores, la antorcha era encendida por aztecas en templos antiguos, en un primer momento en el Cerro de la Estrella, y posteriormente en la Pirámide del Sol en las pirámides de Teotihuacán (México). La única excepción fue en los juegos de 1963 en São Paulo (Brasil), donde la llama se encendió en Brasilia por indígenas guaraníes.
Una vez en el lugar del encendido, un azteca enciende la antorcha que recibe del primer portador, y se inicia así el relevo de la antorcha de los Juegos Panamericanos que lleva la llama al estadio principal de la ciudad anfitriona, donde juega un papel importante en la ceremonia de apertura. Desde 2011, se requiere que la llama de los juegos permanezca en el estadio que acoja la competición de atletismo. Si la ceremonia de apertura y los eventos de atletismo se llevasen a cabo en diferentes estadios, se requiere que la llama pase de un estadio a otro y que haya dos pebeteros para mantener la llama encendida. Las excepciones se produjeron en los Juegos de 1987, 1999 y 2007, donde solo había un pebetero.
La mascota de los Juegos Panamericanos (también conocida como «mascota panamericana») es un animal o figura humana que representa la cultura del país anfitrión. Se introdujo en 1979 en San Juan (Puerto Rico). La mascota desempeña un papel importante en la identidad y promoción de los Juegos.

## Ceremonias

### Ceremonia de apertura

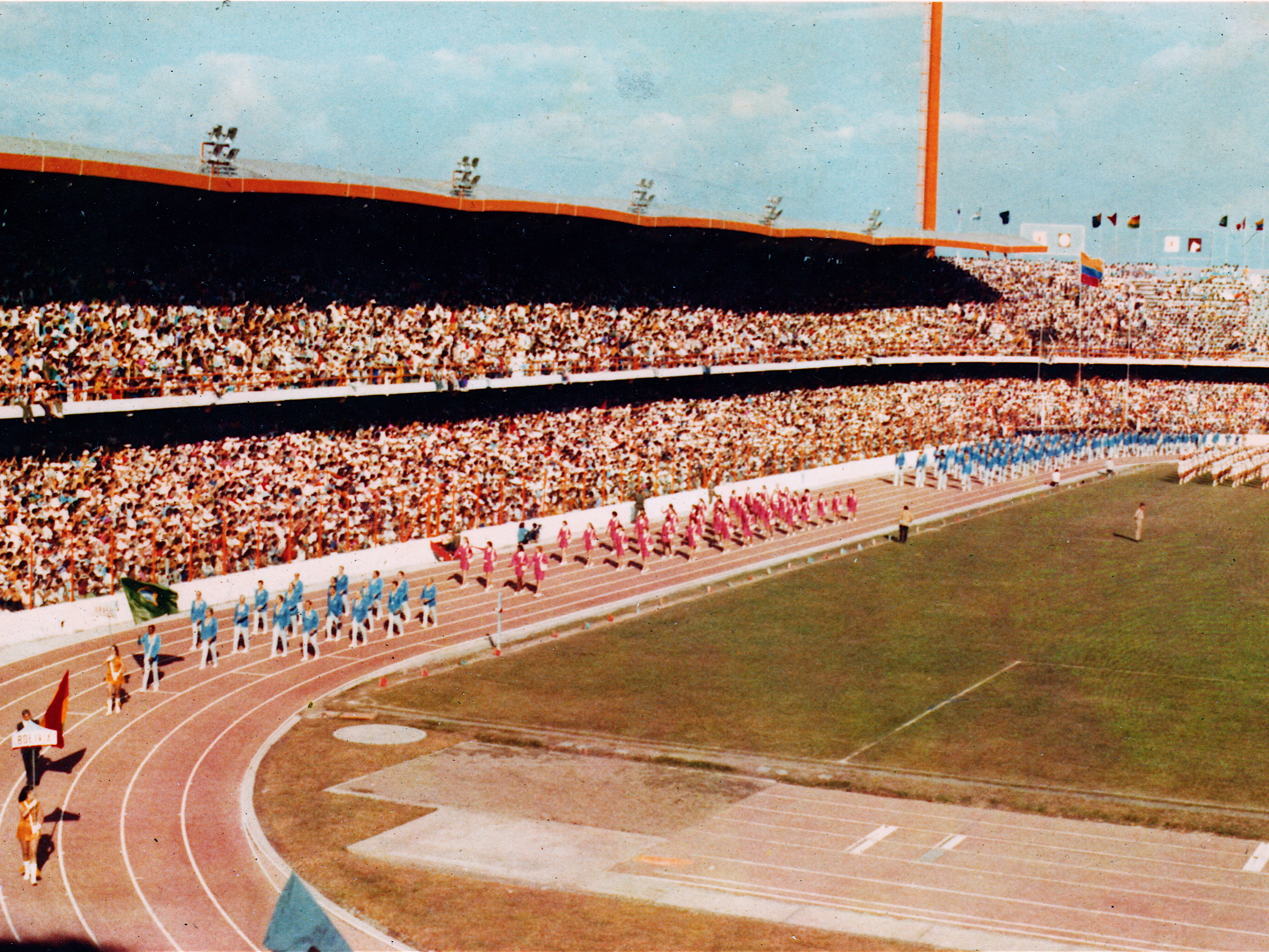
Imagen de la ceremonia de apertura de los Juegos Panamericanos de 1971 en Cali, Colombia.

En la ceremonia de apertura de unos Juegos Panamericanos, se realiza conforme a lo dispuesto por la Carta Olímpica, la ceremonia se realiza en un estadio designado por el comité organizador, y suele comenzar con el izado de la bandera del país anfitrión y una actuación de su himno nacional. El país anfitrión luego presenta manifestaciones artísticas de la música, el canto, la danza y el teatro representativo de su cultura e historia. Las presentaciones artísticas han crecido en escala y complejidad a medida que pasaron los juegos, como intento de proporcionar una ceremonia más memoriosa que en los anteriores juegos. La ceremonia de inauguración de los Juegos de Guadalajara en 2011 habría costado $20 millones de USD, con gran parte de los costos incurridos en el segmento artístico.
Después de la parte artística de la ceremonia, llega el desfile de los atletas en el estadio agrupados por país. Argentina es tradicionalmente el primer país en ingresar al estadio, con el fin de honrar a la delegación que organizó los primeros Juegos Panamericanos, tal como sucede con Grecia, que es siempre la primera delegación en entrar al estadio en una ceremonia de apertura en los Juegos Olímpicos, también con el fin de honrar a la delegación que albergó los mismos. Luego, sucede el desfile de naciones, y estas entran por orden alfabético por el idioma español, la delegación anfitriona es la última en desfilar. Durante la ceremonia de apertura de los Juegos Panamericanos de 1995, que se celebraron en Mar del Plata, Argentina, la bandera argentina entró en el estadio en primer lugar, mientras que la delegación del país entró última (similar a lo que ocurrió con Grecia en el Juegos Olímpicos de Atenas 2004). Luego, autoridades importantes dan su discurso, que puede ser por ejemplo: alcalde de la ciudad anfitriona, el presidente del comité organizador, etc. El presidente de la ODEPA es por lo general, el que da el anuncio formal de que los juegos están formalmente inaugurados. Por último, la antorcha de los Juegos Panamericanos, ingresa en el estadio y se transmite hasta que llega al portador de la antorcha, que por lo general es un atleta muy conocido y exitoso de la nación anfitriona y esta tiene el honor de encender la llama de los Juegos Panamericanos en la caldera del estadio.

### Ceremonia de clausura

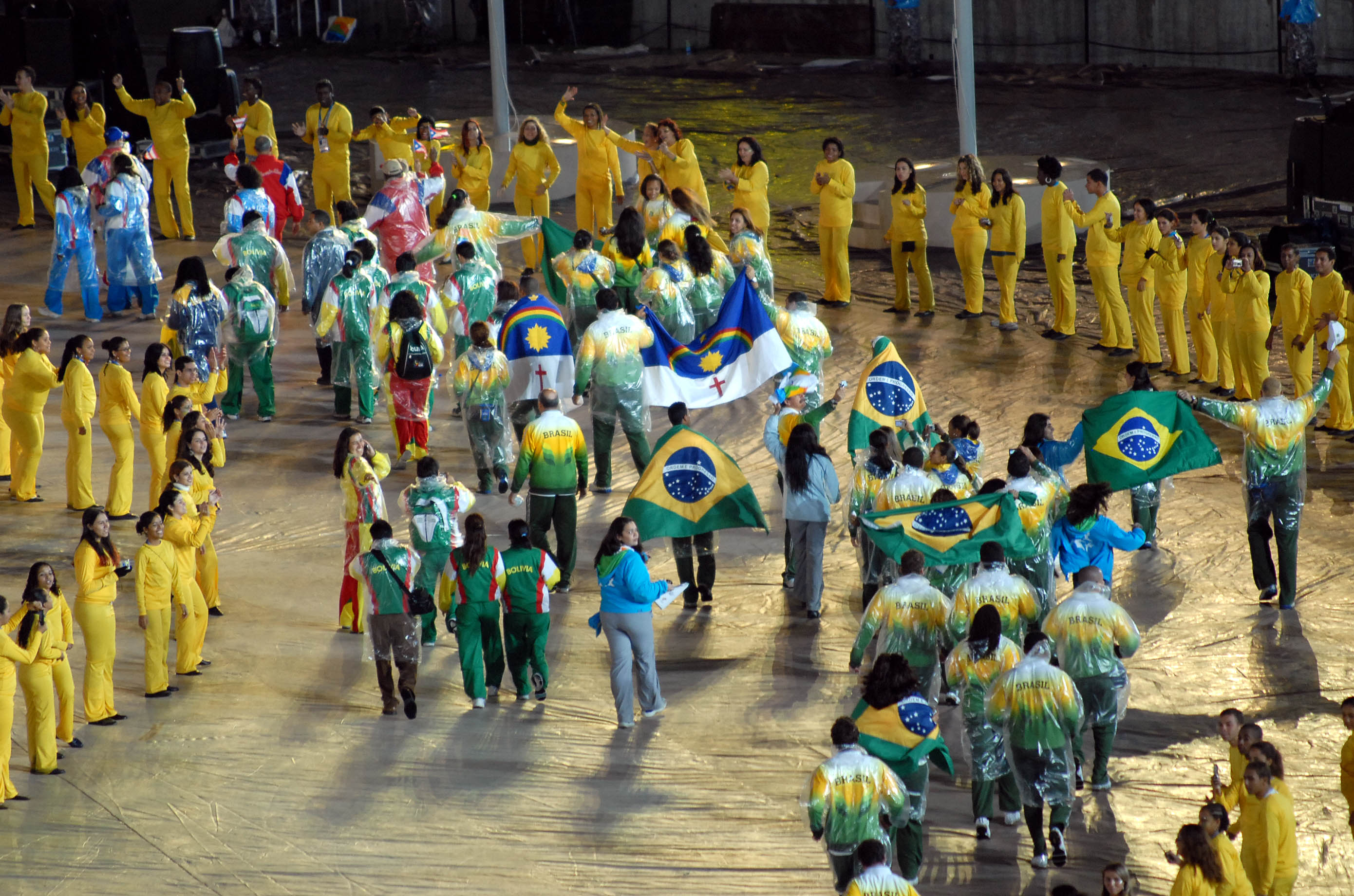
Los atletas participantes se reúnen en el estadio durante la ceremonia de clausura de los Juegos Panamericanos de 2007.

La ceremonia de clausura de los Juegos Panamericanos se lleva a cabo después de que todos los eventos deportivos han concluido. Los abanderados de cada país participante entran en el estadio, seguido de los atletas de sus respectivas delegaciones, sin ningún tipo de distinción nacional.

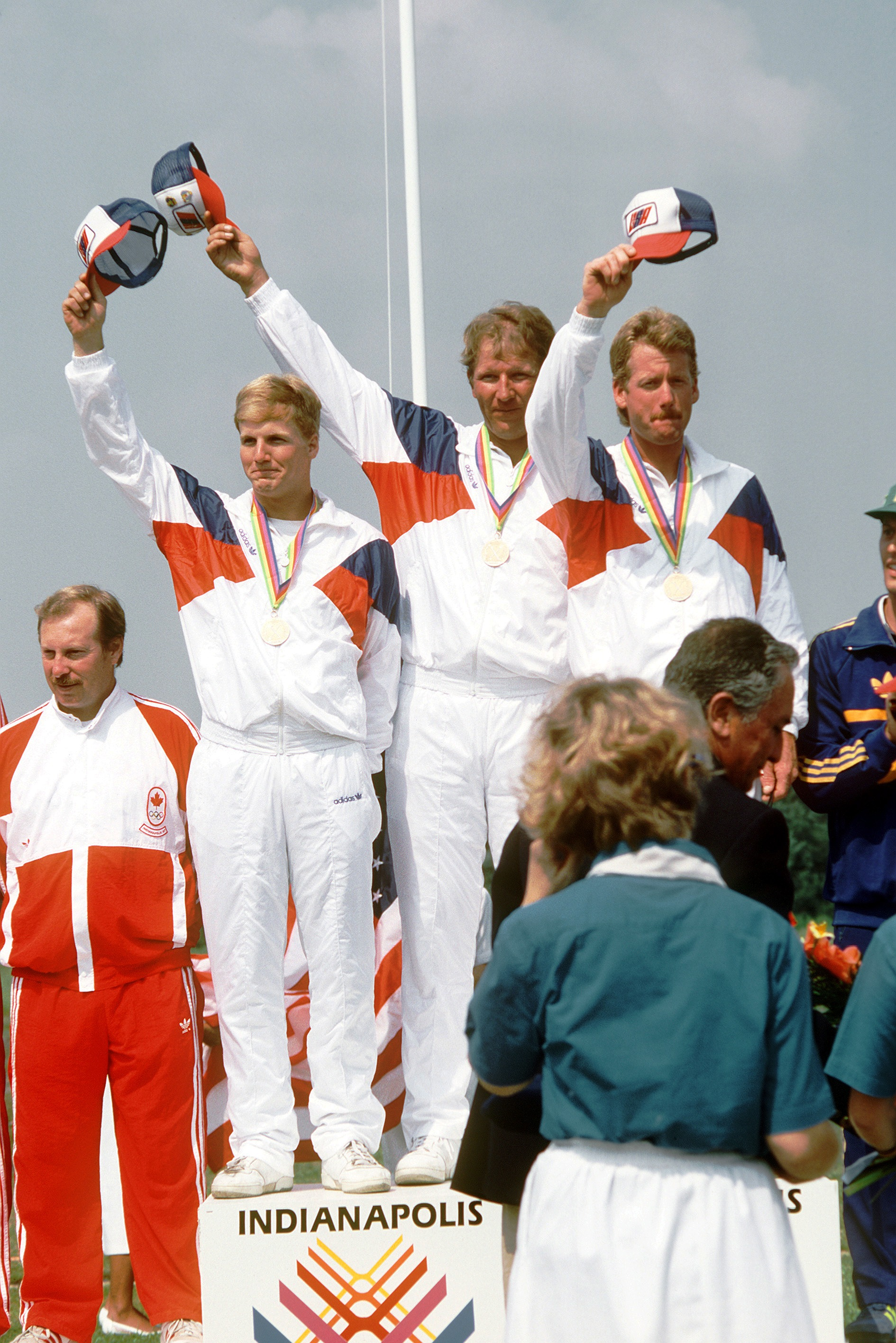
Una ceremonia de entrega de medallas durante los Juegos Panamericanos de 1987.

Se lleva a cabo el acto de pasaje de sede, donde dos banderas nacionales, junto con la bandera de la ODEPA se izan mientras que suenan los correspondientes himnos nacionales correspondientes: se iza la bandera del país anfitrión de los presentes y la bandera del país anfitrión de los próximos Juegos. El presidente del comité organizador y el presidente de la ODEPA ofrecen breves discursos, declarando que "los Juegos están oficialmente cerrados". La llama panamericana encendida en la ceremonia de apertura se apaga. En lo que se conoce como la Ceremonia de Amberes, el alcalde de la ciudad que organizará los Juegos transfiere una bandera especial al presidente de la ODEPA, que luego se lo pasa a la autoridad más importante de la ciudad sede de los próximos Juegos. Después de estos requisitos obligatorios, el próximo país anfitrión introduce brevemente en sí algunas exhibiciones artísticas de danza y teatro representativas de su cultura. La ceremonia de clausura incluye una presentación de quince minutos de la próxima ciudad anfitriona.
En la ceremonia de cierre de 2011, mientras que la cantante Florence K cantaba la versión acústica de O Canada (himno canadiense), una falla técnica se produjo después de la frase "Our home and native land" (en español:"Nuestro hogar y tierra natal") Los espectadores de la ceremonia abuchearon a la cantante y al himno canadiense.

### Ceremonia de entrega de medallas
Al término de cada evento, las medallas son distribuidas ceremoniosamente a los atletas que hayan terminado en primer, segundo y tercer lugar. Los participantes distinguen en un podio de tres niveles al recibir sus medallas. Después, las medallas son otorgadas por un miembro del Comité Olímpico Internacional (COI) o de la ODEPA y a continuación, en tres mástiles, se izan las banderas nacionales de los países de los tres medallistas elevándose mientras suena el himno nacional del país del atleta que ganó la medalla de oro. El voluntariado del país anfitrión actúan como anfitriones durante las ceremonias de medallas, ya que ayudan a quienes presentan las medallas y los ayudan a actuar como abanderados. Para cada evento de los Juegos Panamericanos, se lleva a cabo la respectiva ceremonia de entrega de medallas, como máximo, un día después de final del evento. Cuando el atletismo estaba previsto para los últimos días, eventos como la maratón masculina que era en el último día de los juegos, la ceremonia de premiación se llevó a cabo justo antes o durante la ceremonia de clausura.

## Ediciones

### Verano
| Año  | Evento                     | Sede                               | Sede              | Sede                 | Duración                        | Países | Deportes | Atletas     | País ganador   |
| ---- | -------------------------- | ---------------------------------- | ----------------- | -------------------- | ------------------------------- | ------ | -------- | ----------- | -------------- |
| 1951 | I Juegos Panamericanos     | Bandera de Argentina               | Buenos Aires      | Argentina            | 25 de febrero al 9 de marzo     | 21     | 18       | 2513        | Argentina      |
| 1955 | II Juegos Panamericanos    | Bandera de México                  | Ciudad de México  | México               | 12 al 26 de marzo               | 22     | 17       | 2583        | Estados Unidos |
| 1959 | III Juegos Panamericanos   | Bandera de Estados Unidos          | Chicago           | Estados Unidos       | 27 de agosto al 7 de septiembre | 25     | 18       | 2263        | Estados Unidos |
| 1963 | IV Juegos Panamericanos    | Bandera de Brasil                  | São Paulo         | Brasil               | 20 de abril al 5 de mayo        | 22     | 19       | 1665        | Estados Unidos |
| 1967 | V Juegos Panamericanos     | Bandera de Canadá                  | Winnipeg          | Canadá               | 23 de julio al 6 de agosto      | 29     | 19       | 2361        | Estados Unidos |
| 1971 | VI Juegos Panamericanos    | Bandera de Colombia                | Cali              | Colombia             | 30 de julio al 13 de agosto     | 32     | 17       | 2935        | Estados Unidos |
| 1975 | VII Juegos Panamericanos   | Bandera de México                  | Ciudad de México  | México               | 12 al 26 de octubre             | 33     | 19       | 3146        | Estados Unidos |
| 1979 | VIII Juegos Panamericanos  | Bandera de Puerto Rico             | San Juan          | Puerto Rico          | 1 al 15 de julio                | 34     | 22       | 3700        | Estados Unidos |
| 1983 | IX Juegos Panamericanos    | Bandera de Venezuela               | Caracas           | Venezuela            | 14 al 29 de agosto              | 36     | 22       | 3426        | Estados Unidos |
| 1987 | X Juegos Panamericanos     | Bandera de Estados Unidos          | Indianápolis      | Estados Unidos       | 8 al 23 de agosto               | 38     | 27       | 4453        | Estados Unidos |
| 1991 | XI Juegos Panamericanos    | Bandera de Cuba                    | La Habana         | Cuba                 | 2 al 18 de agosto               | 39     | 34       | 4519        | Cuba           |
| 1995 | XII Juegos Panamericanos   | Bandera de Argentina               | Mar del Plata     | Argentina            | 12 al 26 de marzo               | 42     | 33       | 5144        | Estados Unidos |
| 1999 | XIII Juegos Panamericanos  | Bandera de Canadá                  | Winnipeg          | Canadá               | 23 de julio al 8 de agosto      | 42     | 34       | 5275        | Estados Unidos |
| 2003 | XIV Juegos Panamericanos   | Bandera de la República Dominicana | Santo Domingo     | República Dominicana | 1 al 17 de agosto               | 42     | 35       | 5500        | Estados Unidos |
| 2007 | XV Juegos Panamericanos    | Bandera de Brasil                  | Río de Janeiro    | Brasil               | 13 al 29 de julio               | 42     | 39       | 5662        | Estados Unidos |
| 2011 | XVI Juegos Panamericanos   | Bandera de México                  | Guadalajara       | México               | 14 al 30 de octubre             | 42     | 49       | 5996        | Estados Unidos |
| 2015 | XVII Juegos Panamericanos  | Bandera de Canadá                  | Toronto           | Canadá               | 10 al 26 de julio               | 41     | 40       | 6138        | Estados Unidos |
| 2019 | XVIII Juegos Panamericanos | Bandera de Perú                    | Lima              | Perú                 | 26 de julio al 11 de agosto     | 41     | 39       | 6487        | Estados Unidos |
| 2023 | XIX Juegos Panamericanos   | Bandera de Chile                   | Santiago de Chile | Chile                | 20 de octubre al 5 de noviembre | 41     | 39       | 6909        | Estados Unidos |
| 2027 | XX Juegos Panamericanos    | Bandera de Perú                    | Lima              | Perú                 | 16 de julio al 1 de agosto      | 41     | 36       | 7200 aprox. | ¿?             |
| 2031 | XXI Juegos Panamericanos   | Bandera de ?                       | Por definir       | Por definir          | ¿?                              | ¿?     | ¿?       | ¿?          | ¿?             |

### Anfitrión por país

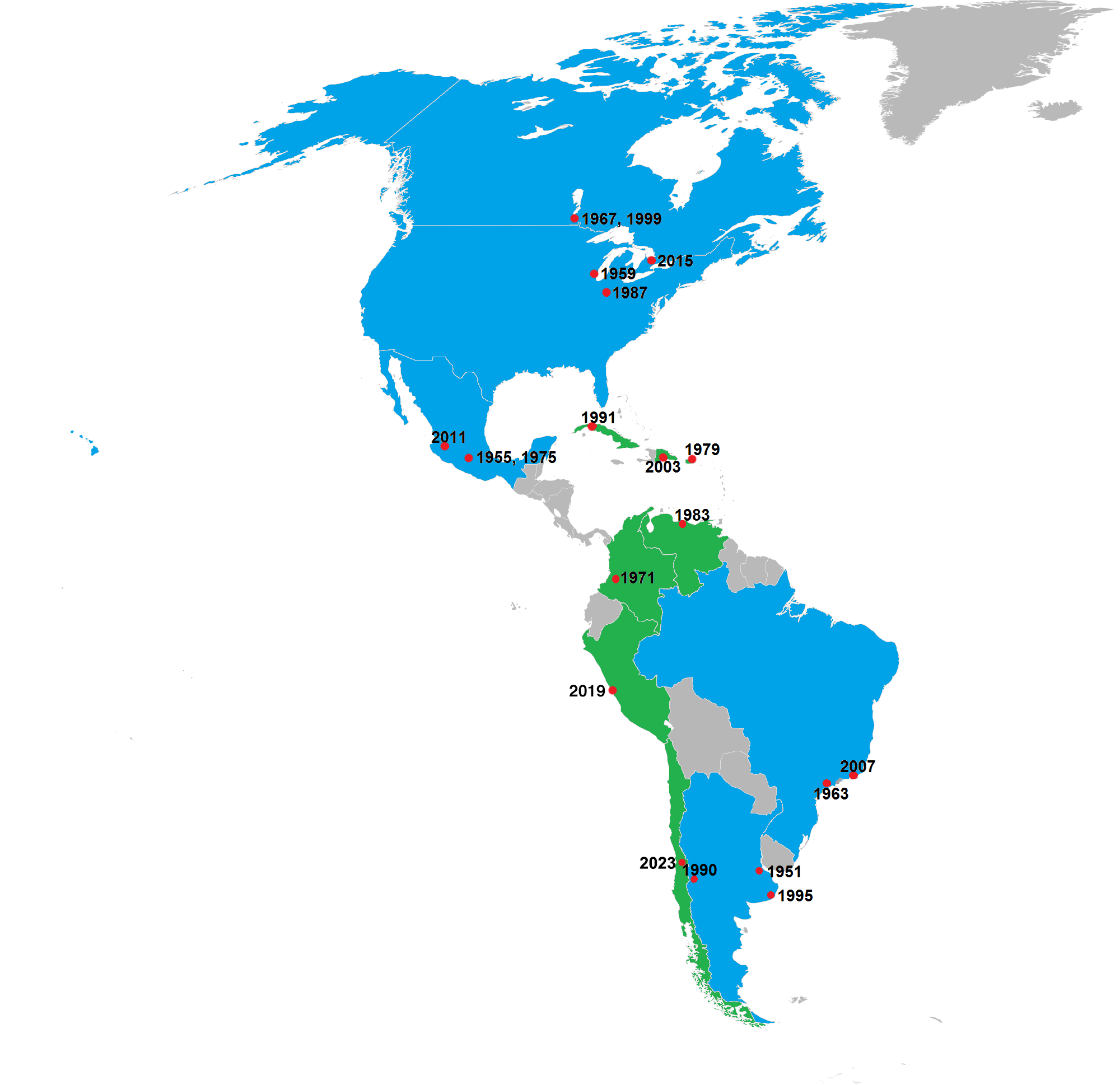
Mapa de las sedes que han albergado los Juegos Panamericanos.

Nota: actualizado hasta 2027.
| País                 | Sedes |
| -------------------- | ----- |
| Canadá               | 3     |
| México               | 3     |
| Argentina            | 2     |
| Brasil               | 2     |
| Estados Unidos       | 2     |
| Perú                 | 2     |
| Chile                | 1     |
| Colombia             | 1     |
| Cuba                 | 1     |
| Puerto Rico          | 1     |
| República Dominicana | 1     |
| Venezuela            | 1     |

### Juvenil
| Año  | Evento                                 | Sede                | Sede                  | Sede     | Duración                          | Países | Deportes | Atletas | País ganador |
| ---- | -------------------------------------- | ------------------- | --------------------- | -------- | --------------------------------- | ------ | -------- | ------- | ------------ |
| 2021 | I Juegos Panamericanos de la Juventud  | Bandera de Colombia | Cali – Valle de Cauca | Colombia | 25 de noviembre al 5 de diciembre | 41     | 30       | 2540    | Brasil       |
| 2025 | II Juegos Panamericanos de la Juventud | Bandera de Paraguay | Asunción              | Paraguay | 9 al 23 de agosto                 | 41     | 30       | 4200    |              |

### Anfitrión por país
Nota: Actualizado hasta Asunción 2025.
| País     | Sedes |
| -------- | ----- |
| Colombia | 1     |
| Paraguay | 1     |

### Invierno
| Año  | Evento                             | Sede                 | Sede      | Sede      | Duración                             | Países | Deportes | Atletas | País ganador   |
| ---- | ---------------------------------- | -------------------- | --------- | --------- | ------------------------------------ | ------ | -------- | ------- | -------------- |
| 1990 | I Juegos Panamericanos de Invierno | Bandera de Argentina | Las Leñas | Argentina | 15 de septiembre al 22 de septiembre | 8      | 3        | 97      | Estados Unidos |

## Deportes
Los siguientes deportes son los oficiales en el calendario panamericano, pero varía según el calendario de cada sede:
| - Atletismo - Bádminton - Baloncesto - Baloncesto - Baloncesto 3x3 - Balonmano - Béisbol - Billar - Boliche - Boxeo - Canotaje - Canotaje de velocidad - Canotaje slalom - Ciclismo - Ciclismo BMX freestyle - Ciclismo BMX racing - Ciclismo de montaña - Ciclismo en pista - Ciclismo en ruta - Deportes acuáticos - Clavados - Nado Sincronizado - Natación - Natación en aguas abiertas - Waterpolo | - Equitación - Esgrima - Esquí acuático - Fútbol - Fútbol - Futsal - Gimnasia - Gimnasia artística - Gimnasia en trampolín - Gimnasia rítmica - Golf - Hockey - Hockey sobre césped - Hockey sobre patines - Judo - Karate - Levantamiento de pesas - Lucha - Patinaje - Patinaje de velocidad - Patinaje artístico | - Pelota vasca - Pentatlón moderno - Pole dance - Polo - Raquetbol - Remo - Rugby 7 - Sambo - Sóftbol - Squash - Taekwondo - Tenis - Tenis de mesa - Tiro deportivo - Tiro con arco - Triatlón - Vela - Voleibol - Voleibol - Voleibol de playa |
| | | |

### Países participantes

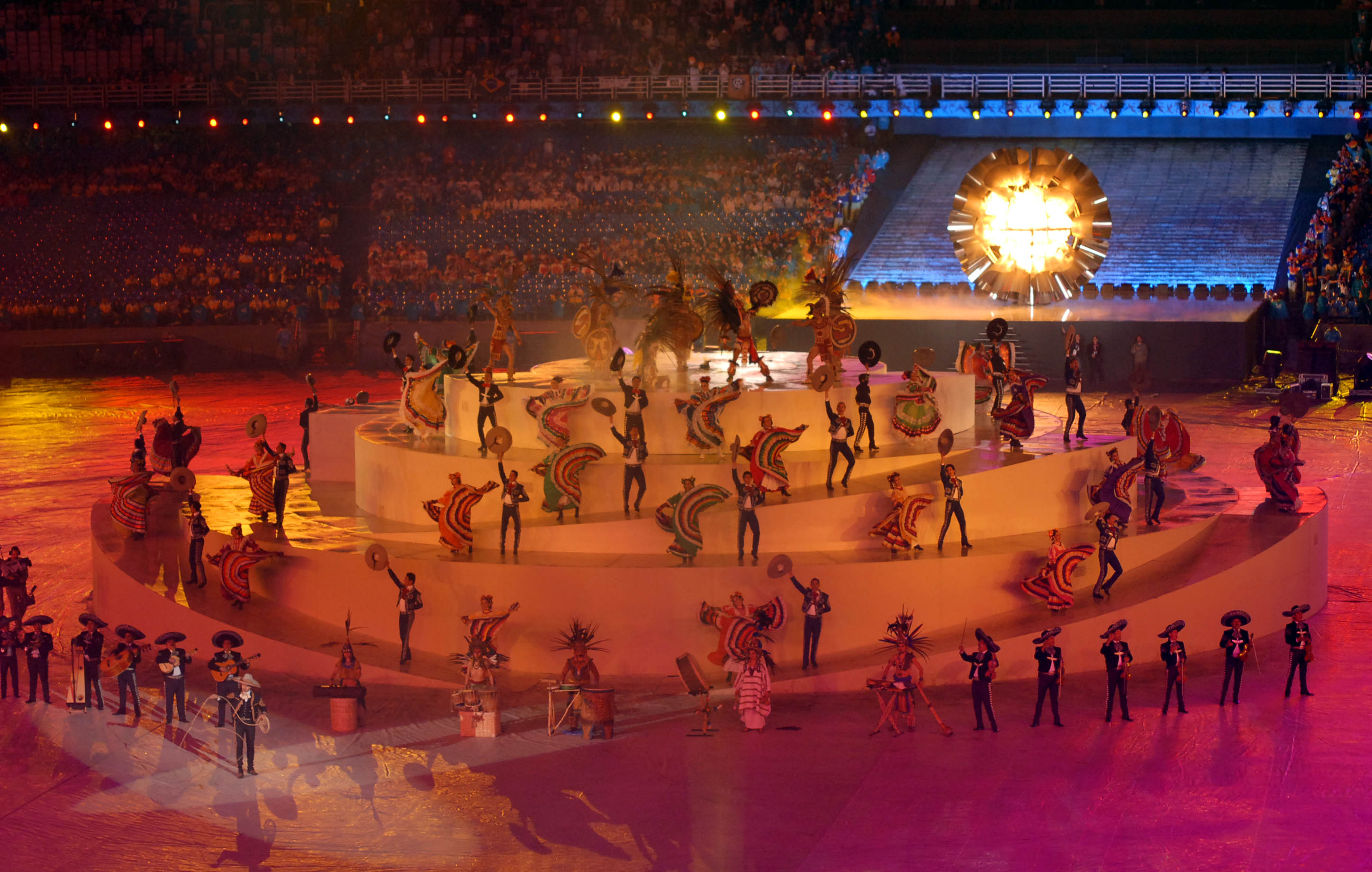
Anuncio de Guadalajara 2011 en la clausura de Río de Janeiro 2007.

A continuación, los países participantes junto al código COI de cada uno:
- Antigua y Barbuda  (ANT)
- Antillas Neerlandesas  (AHO)
- Argentina  (ARG)
- Aruba  (ARU)
- Bahamas  (BAH)
- Barbados  (BAR)
- Belice  (BIZ)
- Bermudas  (BER)
- Bolivia  (BOL)
- Brasil  (BRA)
- Canadá  (CAN)
- Chile  (CHI)
- Colombia  (COL)
- Costa Rica  (CRC)
- Cuba  (CUB)
- Dominica  (DMA)
- Ecuador  (ECU)
- El Salvador  (ESA)
- Estados Unidos  (USA)
- Granada  (GRN)
- Guatemala  (GUA)
- Guyana  (GUY)
- Haití  (HAI)
- Honduras  (HON)
- Islas Caimán  (CAY)
- Islas Vírgenes Británicas  (IVB)
- Islas Vírgenes de los Estados Unidos  (ISV)
- Jamaica  (JAM)
- México  (MEX)
- Nicaragua  (NCA)
- Panamá  (PAN)
- Paraguay  (PAR)
- Perú  (PER)
- Puerto Rico  (PUR)
- República Dominicana  (DOM)
- San Cristóbal y Nieves  (SKN)
- San Vicente y las Granadinas  (VIN)
- Santa Lucía  (LCA)
- Surinam  (SUR)
- Trinidad y Tobago  (TRI)
- Uruguay  (URU)
- Venezuela  (VEN)

La última participación de Antillas Neerlandesas ocurrió en los Juegos Panamericanos 2011 al haberse disuelto como nación en 2010. La ODEPA permitió a la delegación competir bajo la bandera del organismo.

## Medallero 1951-2023

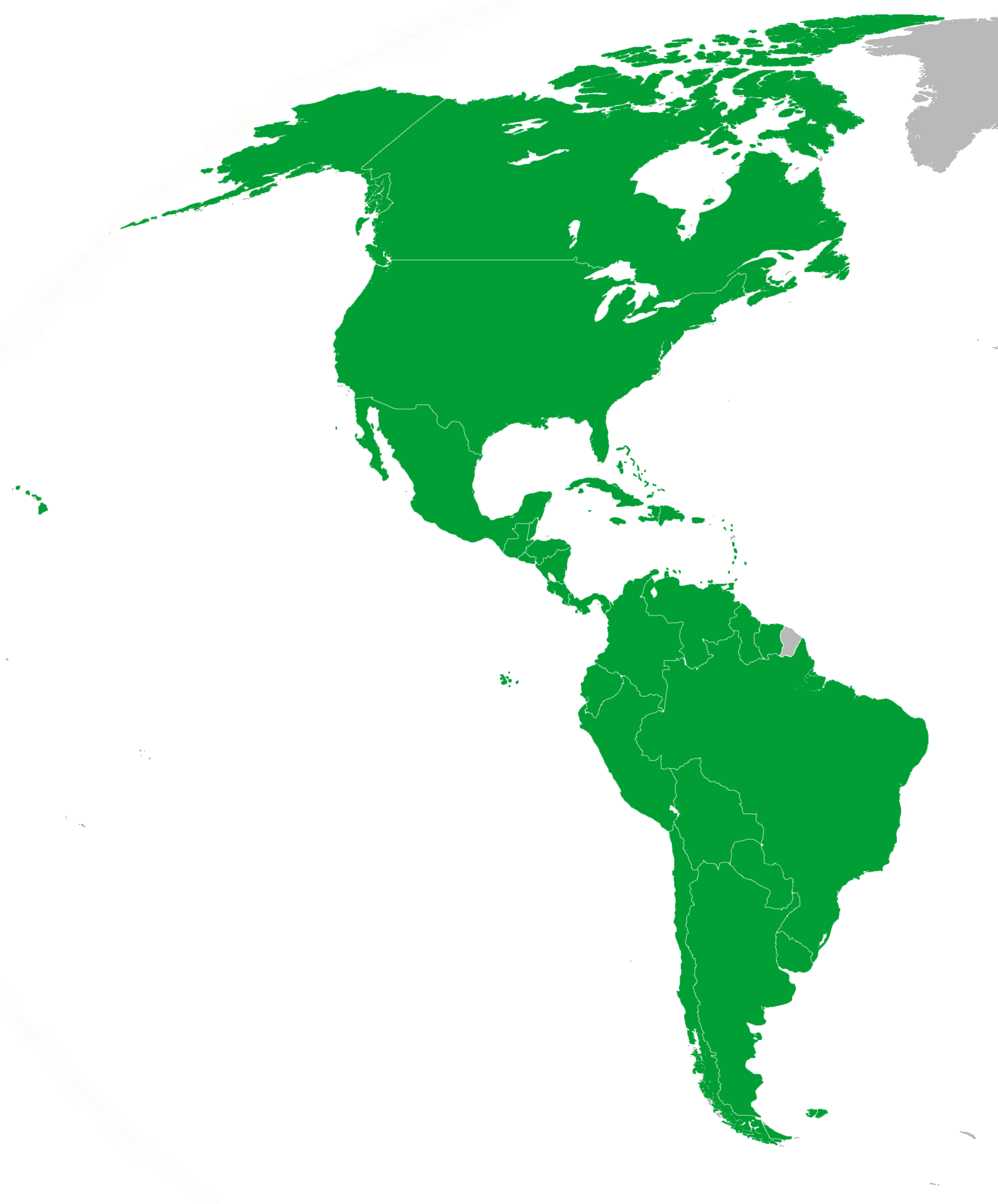
Mapa de las naciones que participan en los Juegos Panamericanos.

- Actualizado hasta Santiago 2023.[30][31][32]

| Puesto            | País                                 | Oro  | Plata | Bronce | Total  |
| ----------------- | ------------------------------------ | ---- | ----- | ------ | ------ |
| 1                 | Estados Unidos                       | 2190 | 1615  | 1194   | 4999   |
| 2                 | Cuba                                 | 938  | 643   | 614    | 2195   |
| 3                 | Canadá                               | 537  | 777   | 917    | 2231   |
| 4                 | Brasil                               | 449  | 475   | 654    | 1578   |
| 5                 | Argentina                            | 344  | 390   | 501    | 1235   |
| 6                 | México                               | 310  | 365   | 616    | 1291   |
| 7                 | Colombia                             | 164  | 209   | 294    | 667    |
| 8                 | Venezuela                            | 110  | 234   | 318    | 662    |
| 9                 | Chile                                | 69   | 141   | 205    | 415    |
| 10                | República Dominicana                 | 48   | 82    | 146    | 276    |
| 11                | Ecuador                              | 45   | 49    | 93     | 184    |
| 12                | Puerto Rico                          | 36   | 92    | 159    | 287    |
| 13                | Jamaica                              | 32   | 48    | 74     | 154    |
| 14                | Perú                                 | 29   | 46    | 105    | 180    |
| 15                | Guatemala                            | 22   | 24    | 48     | 94     |
| 16                | Uruguay                              | 14   | 34    | 53     | 101    |
| 17                | Trinidad y Tobago                    | 13   | 30    | 34     | 77     |
| 18                | Bahamas                              | 9    | 15    | 15     | 39     |
| 19                | Costa Rica                           | 7    | 7     | 20     | 34     |
| 20                | Panamá                               | 5    | 23    | 41     | 69     |
| 21                | El Salvador                          | 5    | 9     | 18     | 32     |
| 22                | Antillas Neerlandesas                | 5    | 9     | 17     | 31     |
| 23                | Bolivia                              | 3    | 5     | 10     | 18     |
| 24                | Equipo de Atletas Independientes     | 3    | 4     | 12     | 19     |
| 25                | Surinam                              | 3    | 3     | 5      | 11     |
| 26                | Paraguay                             | 2    | 5     | 16     | 23     |
| 27                | Guyana                               | 2    | 5     | 14     | 21     |
| 28                | Santa Lucía                          | 2    | 0     | 3      | 5      |
| 29                | Barbados                             | 1    | 4     | 13     | 18     |
| 30                | Bermudas                             | 1    | 4     | 5      | 10     |
| 31                | Islas Caimán                         | 1    | 4     | 1      | 6      |
| 32                | Antigua y Barbuda                    | 1    | 3     | 5      | 9      |
| 33                | Granada                              | 1    | 3     | 2      | 6      |
| 34                | Islas Vírgenes Británicas            | 1    | 0     | 0      | 1      |
| 35                | Nicaragua                            | 0    | 6     | 10     | 16     |
| 36                | Islas Vírgenes de los Estados Unidos | 0    | 4     | 5      | 9      |
| 37                | Haití                                | 0    | 3     | 7      | 10     |
| 38                | Honduras                             | 0    | 3     | 6      | 9      |
| 39                | Dominica                             | 0    | 2     | 2      | 4      |
| 39                | San Cristóbal y Nieves               | 0    | 2     | 2      | 4      |
| 39                | Aruba                                | 0    | 2     | 2      | 4      |
| 42                | Belice                               | 0    | 0     | 2      | 2      |
| 42                | San Vicente y las Granadinas         | 0    | 0     | 2      | 2      |
| Total (42 países) | Total (42 países)                    | 5403 | 5379  | 6260   | 17 041 |